# Villa San Pietro
Villa San Pietro (sardinsky: Santu Pèdru) je italská obec (comune) v metropolitním městě Cagliari v regionu Sardinie. Nachází se ve výšce 37 metrů nad mořem a má přibližně 2 100 obyvatel. Rozloha obce je 39,89 km².